# کوبا (کانزاس)
کوبا (به انگلیسی: Cuba) شهری در ایالت کانزاس کشور ایالات متحده آمریکا است که جمعیت آن در سرشماری سال ۲۰۱۰ میلادی، ۱۵۶ نفر بوده‌است.